# Lista de municípios do Brasil por taxa de homicídios

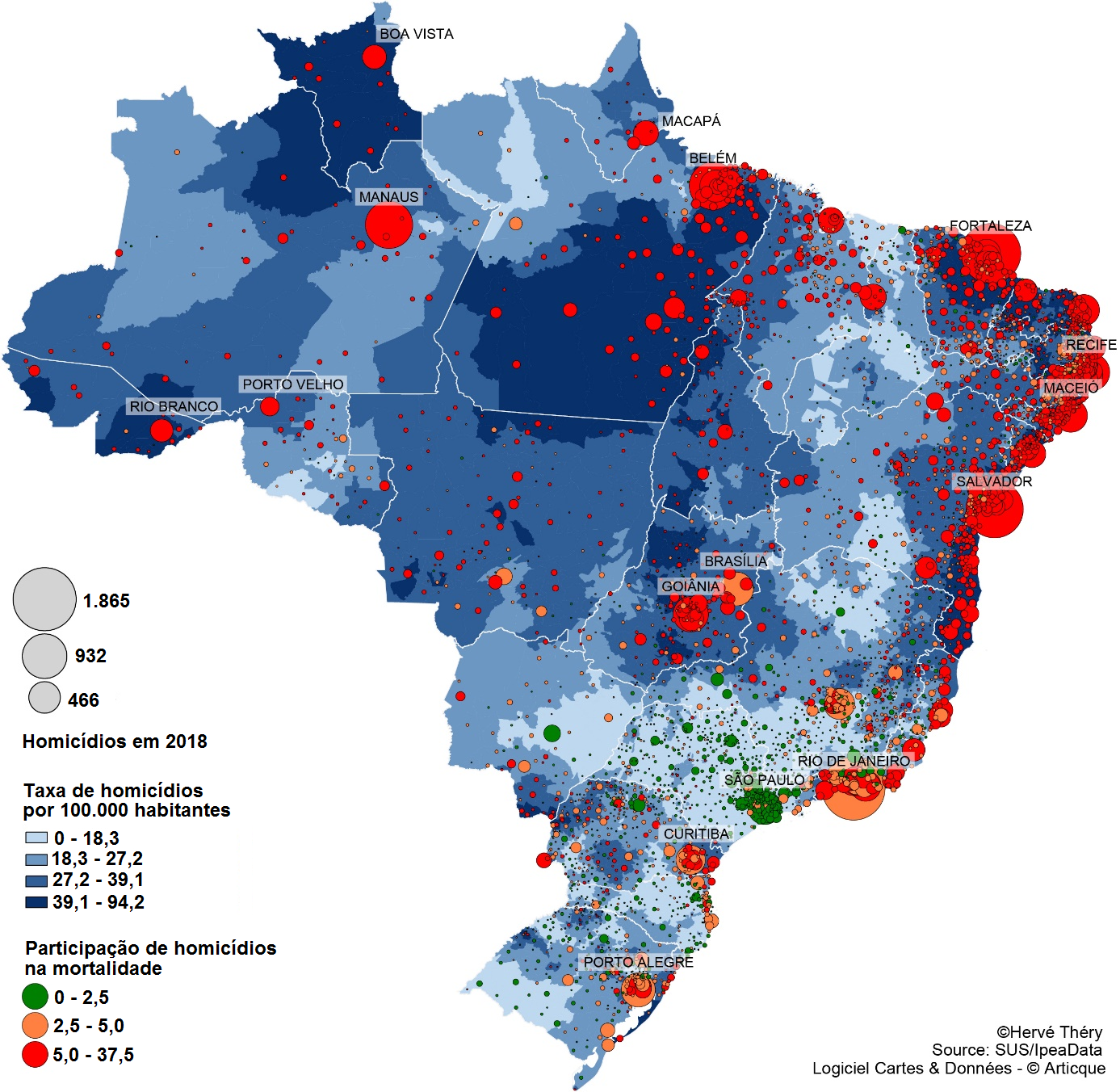
Homicídios por 100.000 habitantes nas cidades brasileiras e a participação na mortalidade, em 2018.

Esta é uma lista de municípios do Brasil por taxa de homicídios intencionais, segundo dados do Atlas da Violência 2021, do Instituto de Pesquisa Econômica Aplicada (Ipea) e pelo Anuário Brasileiro de Segurança Pública, do Fórum Brasileiro de Segurança Pública (FBSP).
A taxa de homicídios no Brasil, correspondente a Mortes Violentas Intencionais (MVI)1. Em 2021 foi 22,3 mortes a cada 100 mil habitantes2, ou 47,503 homicídios em números absolutos.3
O Brasil é um país grande e diverso, com diferenças socioeconômicas significativas entre as diferentes regiões. Segundo o FBSP, no ano de 2021, as cidades mais populosas4 com as maiores taxas de homicídios do Brasil foram Camaçari com 82,1 homicídios, (similar a taxa da cidade de Irapuato, México 81,4), seguida de Feira de Santana (66,4), Macapá (63.6), Salvador (55,5) e Manaus (53,6).
As cidades menos populosas5 com as maiores taxas de homicídios do Brasil foram São João do Jaguaribe, Ceará com 224,0 homicídios a cada 100 mil pessoas, seguido de Jacareacanga, no Pará (199,2), Aurelino Leal, Bahia (144,2), Santa Luzia D'Oeste, Rondônia (139,0), São Felipe D'Oeste, Rondônia (138,3).

## Cidades brasileiras por taxa de homicídios em 2021
A tabela a seguir lista as cidades brasileiras acima de 250 mil habitantes (capitais em negrito) por mortes violentas intencionais em ordem alfabética pelas unidades federativas de acordo com o levantamento do Monitor do Homicídio baseado nos dados do FBSP e IPEA e populacionais do IBGE.

Homicídios absolutos e taxa por 100 mil hab. anual
| Unidade federativa  | Cidade                  | População  | Total | Taxa |
| ------------------- | ----------------------- | ---------- | ----- | ---- |
| Acre                | Rio Branco              | 413.418    | 108   | 25,7 |
| Alagoas             | Maceió                  | 1.025.360  | 330   | 32,0 |
| Amapá               | Macapá                  | 512.902    | 332   | 63,6 |
| Amazonas            | Manaus                  | 2.219.580  | 1209  | 53,6 |
| Bahia               | Camaçari                | 304.302    | 254   | 82,1 |
| Bahia               | Feira de Santana        | 624.107    | 414   | 66,4 |
| Bahia               | Salvador                | 2.900.319  | 1609  | 55,5 |
| Ceará               | Fortaleza               | 2.703.391  | 938   | 34,7 |
| Distrito Federal    | Brasília                | 3.094.325  | 346   | 11,2 |
| Espírito Santo      | Cariacica               | 386.495    | 153   | 39,6 |
| Espírito Santo      | Serra                   | 536.765    | 156   | 29,1 |
| Espírito Santo      | Vila Velha              | 508.655    | 140   | 27,5 |
| Goiás               | Goiânia                 | 1.555.626  | 179   | 11,5 |
| Goiás               | Anápolis                | 396.526    | 55    | 14,0 |
| Goiás               | Aparecida de Goiânia    | 601.844    | 160   | 26,6 |
| Maranhão            | Imperatriz              | 259.980    | 115   | 44,3 |
| Maranhão            | São Luís                | 1.115.932  | 278   | 25,1 |
| Mato Grosso         | Cuiabá                  | 623.614    | 114   | 18.4 |
| Mato Grosso         | Várzea Grade            | 290.383    | 67    | 23,3 |
| Mato Grosso do Sul  | Campo Grande            | 916.001    | 149   | 16,4 |
| Minas Gerais        | Belo Horizonte          | 2.530.701  | 353   | 14,0 |
| Minas Gerais        | Betim                   | 450.024    | 119   | 26,8 |
| Minas Gerais        | Contagem                | 673.849    | 116   | 17,3 |
| Minas Gerais        | Governador Valadares    | 282.164    | 84    | 29,9 |
| Minas Gerais        | Ipatinga                | 267.333    | 25    | 9,4  |
| Minas Gerais        | Juiz de Fora            | 577.532    | 63    | 11   |
| Minas Gerais        | Montes Claros           | 417.478    | 18    | 4,4  |
| Minas Gerais        | Ribeirão das Neves      | 341.415    | 74    | 21,9 |
| Minas Gerais        | Uberaba                 | 340.277    | 41    | 12,2 |
| Minas Gerais        | Uberlândia              | 706.597    | 39    | 5,6  |
| Pará                | Ananindeua              | 540.410    | 128   | 23,9 |
| Pará                | Belém                   | 1.506.420  | 382   | 25,5 |
| Pará                | Marabá                  | 287.664    | 96    | 33,9 |
| Pará                | Santarém                | 308.339    | 60    | 19,6 |
| Paraíba             | Campina Grande          | 413.830    | 53    | 12,8 |
| Paraíba             | João Pessoa             | 825.796    | 233   | 28,2 |
| Paraná              | Cascavel                | 336.073    | 64    | 19,3 |
| Paraná              | Curitiba                | 1.963.726  | 362   | 18,6 |
| Paraná              | Foz do Iguaçu           | 257.971    | 92    | 35,6 |
| Paraná              | Londrina                | 580.870    | 133   | 23,1 |
| Paraná              | Maringá                 | 436.472    | 39    | 9,1  |
| Paraná              | Ponta Grossa            | 358.838    | 63    | 17,7 |
| Paraná              | São José dos Pinhais    | 334.620    | 86    | 25,7 |
| Pernambuco          | Paulista                | 336.919    | 85    | 25,4 |
| Pernambuco          | Recife                  | 1.661.017  | 575   | 34,8 |
| Pernambuco          | Jaboatão dos Guararapes | 711.330    | 331   | 46,5 |
| Pernambuco          | Caruaru                 | 369.343    | 147   | 40,2 |
| Pernambuco          | Petrolina               | 359.372    | 133   | 37,5 |
| Piauí               | Teresina                | 871.126    | 334   | 38,3 |
| Rio de Janeiro      | Belford Roxo            | 515.239    | 224   | 43,5 |
| Rio de Janeiro      | Campo dos Goytacazes    | 514.643    | 140   | 27,2 |
| Rio de Janeiro      | Duque de Caxias         | 929.449    | 337   | 36,3 |
| Rio de Janeiro      | Macaé                   | 266.136    | 127   | 47,7 |
| Rio de Janeiro      | Niterói                 | 516.981    | 110   | 21,3 |
| Rio de Janeiro      | Nova Iguaçu             | 825.388    | 239   | 29,0 |
| Rio de Janeiro      | Petrópolis              | 307.144    | 33    | 10,7 |
| Rio de Janeiro      | Rio de Janeiro          | 6.775.561  | 1300  | 19,2 |
| Rio de Janeiro      | São Gonçalo             | 1.098.357  | 429   | 39,1 |
| Rio de Janeiro      | São João do Meriti      | 473.385    | 173   | 36,5 |
| Rio de Janeiro      | Volta Redonda           | 274.925    | 75    | 27,3 |
| Rio Grande do Norte | Mossoró                 | 303.792    | 158   | 52,0 |
| Rio Grande do Norte | Natal                   | 896.708    | 277   | 30,9 |
| Rio Grande do Norte | Parnamirim              | 272.490    | 50    | 18,3 |
| Rio Grande do Sul   | Canoas                  | 349.728    | 62    | 17,7 |
| Rio Grande do Sul   | Caxias do Sul           | 523.716    | 103   | 19,7 |
| Rio Grande do Sul   | Gravataí                | 285.564    | 36    | 12,6 |
| Rio Grande do Sul   | Pelotas                 | 343.826    | 26    | 7,6  |
| Rio Grande do Sul   | Porto Alegre            | 1.492.530  | 298   | 20,0 |
| Rio Grande do Sul   | Santa Maria             | 285.159    | 59    | 20,7 |
| Rio Grande do Sul   | Viamão                  | 257.330    | 80    | 31,1 |
| Rondônia            | Porto Velho             | 548.952    | 168   | 30,6 |
| Roraima             | Boa Vista               | 436.591    | 151   | 34,6 |
| Santa Catarina      | Blumenau                | 366.418    | 23    | 6,3  |
| Santa Catarina      | Florianópolis           | 516.524    | 63    | 12,2 |
| Santa Catarina      | Joinville               | 604.708    | 81    | 13,4 |
| Santa Catarina      | São José                | 253.705    | 23    | 9,1  |
| São Paulo           | Barueri                 | 279.704    | 9     | 3,1  |
| São Paulo           | Bauru                   | 381.706    | 27    | 7,1  |
| São Paulo           | Campinas                | 1.223.237  | 124   | 10,2 |
| São Paulo           | Carapicuiba             | 405.375    | 14    | 3,5  |
| São Paulo           | Diadema                 | 429.550    | 31    | 7,3  |
| São Paulo           | Embu das Artes          | 279.264    | 19    | 6,9  |
| São Paulo           | Franca                  | 358.539    | 16    | 4,5  |
| São Paulo           | Guarujá                 | 324.977    | 15    | 4,6  |
| São Paulo           | Guarulhos               | 1.404.694  | 92    | 6,6  |
| São Paulo           | Itaquaquecetuba         | 379.082    | 31    | 8,3  |
| São Paulo           | Jundiaí                 | 426.935    | 14    | 3,3  |
| São Paulo           | Mauá                    | 481.725    | 28    | 5,9  |
| São Paulo           | Mogi das Cruzes         | 455.587    | 23    | 5,1  |
| São Paulo           | Osasco                  | 701.428    | 56    | 8,0  |
| São Paulo           | Piracicaba              | 410.275    | 11    | 2,7  |
| São Paulo           | Praia Grande            | 336.454    | 21    | 6,3  |
| São Paulo           | Ribeirão Preto          | 720.116    | 46    | 6,5  |
| São Paulo           | Santos                  | 433.991    | 11    | 2,5  |
| São Paulo           | Santo André             | 723.889    | 40    | 5,5  |
| São Paulo           | São Bernardo do Campo   | 849.874    | 41    | 4,9  |
| São Paulo           | São Paulo               | 12.396.372 | 659   | 5,3  |
| São Paulo           | São Vicente             | 370.839    | 15    | 4,1  |
| São Paulo           | São José dos Campos     | 737.310    | 37    | 5,1  |
| São Paulo           | São José do Rio Preto   | 469.173    | 30    | 6,5  |
| São Paulo           | Suzano                  | 303.397    | 21    | 7,0  |
| São Paulo           | Sorocaba                | 695.328    | 50    | 7,3  |
| São Paulo           | Sumaré                  | 289.875    | 19    | 6,9  |
| São Paulo           | Taboão da Serra         | 297.528    | 30    | 9,4  |
| São Paulo           | Taubaté                 | 320.820    | 26    | 9,1  |
| Sergipe             | Aracaju                 | 672.614    | 246   | 37,0 |
| Tocantins           | Palmas                  | 313.349    | 103   | 33,6 |

## Ranking das cidades menores mais violentas do Brasil (2021)
A tabela a seguir lista as cidades brasileiras com até 30.000 habitantes por MVI de acordo com o Anuário Brasileiro de Segurança Pública entre 2019 a 2021.6
| N.º | Unidade federativa  | Cidade                   | Tipologia Urbano/ Rural | População | Taxa  |
| --- | ------------------- | ------------------------ | ----------------------- | --------- | ----- |
| 1   | Ceará               | São João do Jaguaribe    | Rural                   | 7.557     | 224,0 |
| 2   | Pará                | Jacareacanga             | Rural                   | 6.952     | 199,2 |
| 3   | Bahia               | Aurélio Leal             | Intermediário           | 11.079    | 144,2 |
| 4   | Rondônia            | Santa Luzia D'Oeste      | Rural                   | 5.942     | 139,0 |
| 5   | Rondônia            | São Felipe D'Oeste       | Rural                   | 4.962     | 138,3 |
| 6   | Pará                | Floresta do Araguaia     | Rural                   | 20.742    | 133,0 |
| 7   | Rio Grande do Norte | Umarizal                 | Intermediário           | 10.485    | 123,6 |
| 8   | Ceará               | Guaiúba                  | Intermediário           | 26.508    | 121,8 |
| 9   | Bahia               | Jussari                  | Rural                   | 5.706     | 120,9 |
| 10  | Mato Grosso         | Aripuanã                 | Intermediário           | 23.067    | 120,2 |
| 11  | Rio Grande do Norte | Rodolfo Fernandes        | Intermediário           | 4.457     | 119,6 |
| 12  | Rio Grande do Norte | Extremoz                 | Urbano                  | 29.282    | 118,7 |
| 13  | Ceará               | Chorozinho               | Rural                   | 20.286    | 118,4 |
| 14  | Amazonas            | Japurá                   | Rural                   | 1.755     | 114,0 |
| 15  | Rio Grande do Norte | Japi                     | Intermediário           | 4.935     | 113,3 |
| 16  | Pará                | Cumaru do Norte          | Rural                   | 14.044    | 113,2 |
| 17  | Rio Grande do Norte | Tibau                    | Rural                   | 4.173     | 112,6 |
| 18  | Bahia               | Itaju do Colônia         | Rural                   | 6.515     | 111,0 |
| 19  | Mato Grosso         | Glória D'Oste            | Rural                   | 2.990     | 110,8 |
| 20  | Pará                | Senador José Porfírio    | Rural                   | 11.305    | 109,8 |
| 21  | Sergipe             | Ilha das Flores          | Rural                   | 8.522     | 109,5 |
| 22  | Maranhão            | Junco do Maranhão        | Rural                   | 4.334     | 107,2 |
| 23  | Pará                | Anapu                    | Rural                   | 29.312    | 107,1 |
| 24  | Pernambuco          | São José da Caroa Grande | Urbano                  | 21.868    | 106,5 |
| 25  | Pará                | Novo Progresso           | Intermediário           | 25.759    | 106,1 |
| 26  | Bahia               | Wenceslau Guimarães      | Rural                   | 20.862    | 103,3 |
| 27  | Ceará               | Ibicuitinga              | Rural                   | 12.730    | 102,7 |
| 28  | Bahia               | Santa Cruz de Cabrália   | Intermediário           | 28.058    | 102,6 |
| 29  | Pernambuco          | Ilha de Itamaracá        | Urbano                  | 27.076    | 102,5 |
| 30  | Pará                | Bannach                  | Rural                   | 3.239     | 101,8 |

## Nota
1 Mortes Violentas Intencionais (MVI) corresponde à soma das vítimas de homicídio doloso, latrocínio, lesão corporal seguida de morte e mortes decorrentes de intervenções policiais. A categoria MVI representa o total de vítimas de mortes violentas com intencionalidade definida.
2 A taxa de homicídios é normalmente expressa em unidades de mortes por 100.000 habitantes por ano.
3 O Escritório das Nações Unidas sobre Drogas e Crime - UNODC relatou uma taxa média global de homicídios intencionais de 6,1 por 100.000 habitantes em 2019 em seu relatório intitulado "Estudo Global sobre Homicídios 2019". A UNODC considera violência epidêmica uma taxa superior a 10 homicídios por 100 mil habitantes.
4 Cidades classificadas acima de 250.000 habitantes dentro dos limites dos municípios, não considerando as regiões metropolitas,  com projeção da população para o ano de 2021.
5 Cidades classificadas com população até 30.000 habitantes, dentro dos limites dos municípios, não considerando as regiões metropolitas, com projeção da população para o ano de 2021.
6 O levantamento do Anuário Brasileiro de Segurança Pública, do FBSP considera um recorte de três anos, entre 2019 a 2021 para evitar distorções. Assassinatos registrados em apenas um ano são insuficientes para indicar o fenômeno em cidades de pequeno porte.

## Crítica à comparação de cidades via taxas de criminalidade
As taxas de criminalidade calculadas por número de habitantes podem ser distorcidas dependendo do tamanho da população e do tipo de crime. Essa distorção ocorre porque as taxas por 100.000 habitantes, por exemplo, partem do princípio de que o crime aumenta na mesma proporção que a população em uma área. Quando esse princípio não é verdadeiro, as taxas por número de habitantes podem não refletir com precisão a realidade, podendo exagerar ou subestimar a criminalidade nas cidades em comparações. Isso pode introduzir um viés nas listas de classificação. Portanto, é importante verificar se há uma relação linear entre população e criminalidade antes de comparar as taxas de criminalidade em cidades de diferentes tamanhos.